# 冥鈔

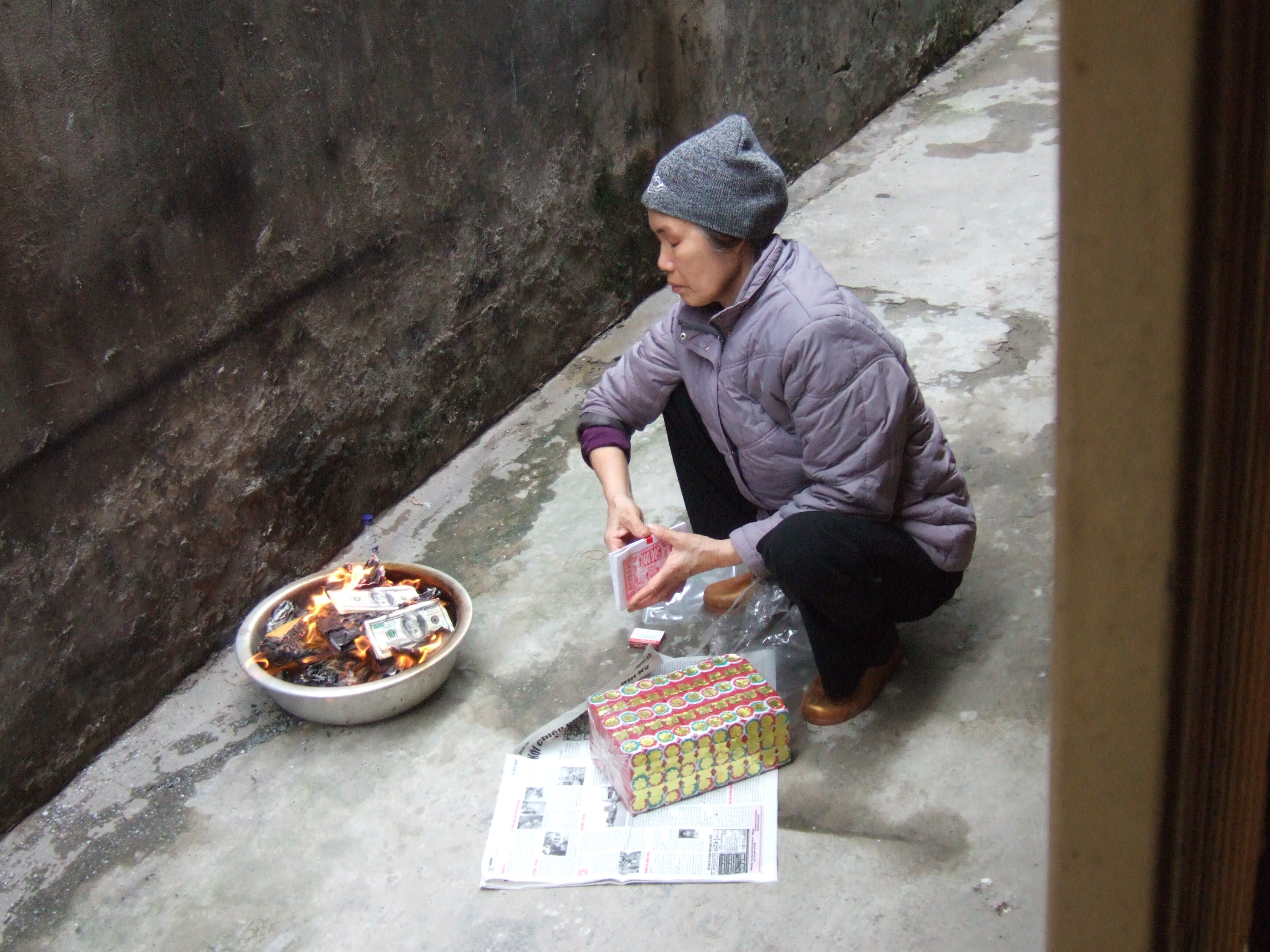
越南婦女化紙錢，在化寶盆裡有未焚燒、模仿美金設計的冥鈔。

冥鈔，又稱陰鈔、冥票、陰司紙，是印刷成現代鈔票的紙錢，是現代人因本身使用鈔票的習慣，想像先人於地府生活時也要使用鈔票，因而製作這種作為祭品的冥鈔。現時大陸、港澳、中華民國、韓國、越南、日本琉球等地的人在祭祀先人時都會用到具有當地特色的冥鈔。

## 名義上的發行方

### 陰間銀行
陰間銀行是指漢字文化圈民間信仰中位於陰間的銀行，發行冥鈔，並為先人提供存款、借款等金融業務。而近年紙紮祭品店鋪推出的「陰間信用卡」、「陰間支票」等現金以外的支付系統，亦會印上這些銀行的名稱。
冥鈔“发行方”在華人地區常被替换为“冥通銀行”、“地府银行”、“天地银行”等，在韓國以「極樂銀行」（극락은행）、「冥府銀行」（명부은행）為「發行方」，越南常以「地府銀行」（Ngân hàng Địa phủ）為「發行方」，琉球則以「琉球冥界銀行」為「發行方」。冥鈔上一般會印上這銀行的名稱。

## 票面設計

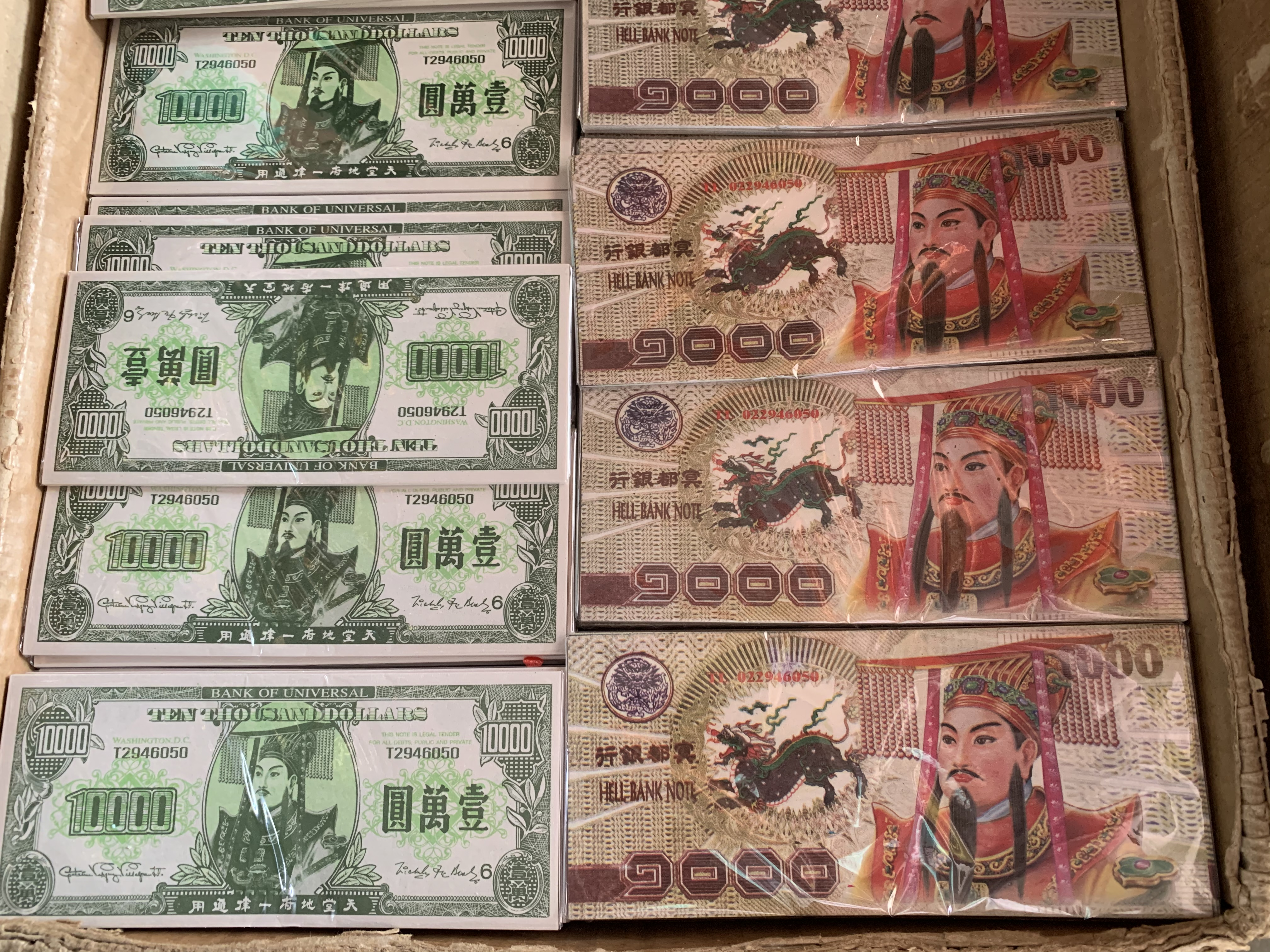
模仿美元及泰铢设计的冥钞，人像被替换成玉皇大帝。

### 模仿現實貨幣
有些冥鈔設計是模仿現實世界的各種流通紙幣，諸如港幣、人民幣、新臺幣、韓圓、日圓、越南銅、美金、歐元等，上面的圖像與現實中的紙幣相同或相近。中國大陸一些冥鈔以100元人民币紙幣為藍本，只是把發行方由中國人民銀行改為天地銀行，以及把紅白雙色的毛澤東肖像改為彩色的玉皇大帝像，面值也大多改为10亿元。台灣一些冥鈔模仿1000元新台幣設計，但面額改為20000元，原本的中華民國中央銀行字樣則改為「靈界通寶地府銀行」。韓國一些冥鈔沿用五萬韓圓紙幣的設計，只是把發行方由韓國銀行（한국은행）改為極樂銀行（극락은행），琉球的冥鈔則經常以日圓鈔票一萬圓券為藍本，在正面中間白色部份加上琉球建築守禮門圖案，背面中間白色部份則印上琉球獅子，並把「日本銀行券」字樣改為琉球冥界銀行。

## 面額
華人地區和越南冥鈔的面額通常遠超於這些地區現實中鈔票的面額，由數千、上萬至幾萬億不等，致使某些人打趣，說陰間一定出現超級通貨膨脹。而香港市面紙衣鋪普遍出售的「陰司紙」，「面額」普遍為五千萬，故此香港亦有「五千萬」來借代冥鈔的用法。部份韓國冥鈔並不使用圓為單位，而是採用貫作為貨幣單位。

## 非祭祀出現場合

### 冒充真鈔
有些冥鈔設計與現實紙幣非常相似，稍不留神就會被當作真鈔，有些不法之徒會持這類冥鈔當作真鈔行騙。2012年10月，台灣高雄市一名男子在一家酒店（陪侍夜總會的台灣名稱）消遣後以一些模仿新台幣、人民幣、美元等貨幣的冥鈔結帳。2013年12月，北京一名男子拿着一個裝滿冥鈔的皮包，在當地一個電器城騙走了九部、價值27萬元人民幣的LCD電視 。在2014年5月，日本沖繩縣就發生一宗以冥鈔冒充真鈔詐騙計程車司機的案件。2014年8月，台灣桃園縣一名男子把模仿千元台幣設計的千元冥鈔摺疊起來，先後於多家檳榔攤購買50元檳榔，每次詐騙找零現金950元。
有時人們為對抗一些罪案，也會使用冥鈔代替真鈔。例如香港在2014年4月，一名老婦遇上電話騙案被識穿騙徒詭計，報警求助。警方隨即以大疊冥鈔權充贖金，誘騙兩名來自中國大陸的騙徒，並當場逮捕。

### 用作表達詛咒或恐嚇
由於冥鈔被认为是死人所用之鈔票，給活人冥鈔往往視為死亡詛咒或恐嚇，一些人会向目标人物寄送冥钞，或在其出入的地方如住所、公司外抛撒或焚燒冥鈔作為詛咒或恐嚇的手段。例如於2017年1月，《熱血時報》出版的書刊《有種罪犯叫休班警察》開始發售，出版社表示他們於2月2日遭恐嚇，收到夾有一張100000元天地銀行冥鈔的恐嚇信，根據信中內容，是用作「去地獄路上」用的。。

## 法律风险
因为一些国家和地区禁止随意在商品和出版物中使用货币图样，因為防止有人發行私營貨幣流通貨幣市場，跟虛擬貨幣一樣。故售卖及使用模仿现实货币图样的冥钞可能会违反当地法律法规。
此外，這些模擬貨幣屬於玩具鈔，以及類似期貨商品的用途，並非法定貨幣。若果有人使用這些東西流通在貨幣市場使用的話（即私鑄錢），極有可能屬於詐騙行為。